# Fengcheng, Yichun
Fengcheng är en stad på häradsnivå som lyder under Yichuns stad på prefekturnivå i Jiangxi-provinsen i sydöstra Kina. Den ligger omkring 55 kilometer söder om provinshuvudstaden Nanchang. 
Antalet invånare är 1336392. Befolkningen består av 628 292 kvinnor och 708 100 män. Barn under 15 år utgör 22,0 %, vuxna 15-64 år 70 %, och äldre över 65 år 7,0 %.